# Марзєєв Олександр Микитович
Олександр Микитович Марзєєв (рос. Александр Никитович Марзеев; 6 квітня 1883, Нижній Новгород — 1 лютого 1956, Київ) — український радянський учений-гігієніст, епідеміолог, академік Академії медичних наук СРСР (1944), доктор медичних наук (1935), професор (1940), Заслужений діяч науки УРСР (1935).

## Біографія
Народився 6 квітня 1883 у Нижньому Новгороді. У 1911 році закінчив медичний факультет Московського університету, удосконалював знання в лабораторії В. Г. Хлопіна.
В 1914 – 1918 роках під час першої світової війни служив у діючій армії, обіймав керівні посади аж до головного санітарного лікаря Румунського фронту. В 1922 році розпочав свою педагогічну діяльність на курсах санітарних лікарів, які на той час були єдиною школою підготовки санітарних лікарів .
В 1909—1914 роках працював в земській медицині в місті Верхньодніпровську, а 1918—1921 роках в Маріупольському повіті.
В 1922—1934 роках завідував санітарно-епідеміологічним відділом Наркомздоров'я УРСР. При ньому в 1927 році створені перші санітарно-епідеміологічні станції. Протягом 47 років О.М. Марзєєв працював в Україні, з них 20 років — у Харкові . 10 років (1931—1941) очолював створений за його ініціативою Український (Харків) науково-дослідний інститут комунальної гігієни, одночасно завідував кафедрою гігієни Українського (Харків) інституту удосконалення лікарів (1930—1941) і кафедрою комунальної гігієни Харківського медичного інституту (1934—1941). В 1941—1944 роках — науковий керівник і завідувач санітарно-гігієнічного відділу Казахського інституту епідеміології і мікробіології, завідувач кафедри епідеміології Алма-Атинського медичного інституту. З 1944-го по 1956 рік — директор Київського науково-дослідного інституту комунальної гігієни, завідувач кафедри комунальної гігієни Київського державного інституту удосконалення лікарів (до 1946 року) та Київського медичного інституту (до 1956 року).
Помер 1 лютого 1956. Похований у Києві на Лук'янівському цвинтарі.

## Наукова діяльність
Автор 184 наукових праць з різних проблем комунальної гігієни, в тому числі першого підручника з комунальної гігієни (1951), який був перекладений російською, польською, китайською мовами і витримав три видання, щоразу поповнюючись новітніми досягненнями гігієнічної науки. Олександр Микитович автор ще 19 підручників .
Першим в СРСР почав вивчення забруднення атмосфери повітря. Розробляв гігієнічні принципи та норми будівництва нових міст. Проведене ним вивчення водоймищ Донбасу було покладене в основу генеральної схеми його водопостачання та каналізування. На основі розроблених ним рекомендацій здійснювалась реконструкція і будівництво сіл, гідротехнічних споруд на Дніпрі та інше.
Засновник та багаторічний редактор щомісячного журналу «Профилактическая медицина», був членом редакційної колегії журналів «Гигиена и санитария», «Врачебное дело» та інші .

## Громадська діяльність
Свою роботу вченого та педагога він поєднував з величезною громадською діяльністю. Багато років очолював Українське наукове товариство гігієністів, був членом президії та головою гігієнічної комісії Вченої ради Міністерства охорони здоров’я України, входив до складу Вченої ради Академії архітектури України, науково-технічної ради Міністерства комунального господарства України та Управління у справах архітектури при Раді Міністрів України .

## Нагороди, пам'ять
Мав урядові нагороди. Був нагороджений двома орденами Леніна, орденами Трудового Червоного Прапора, «Знаком Пошани» та багатьма медалями. Постановою Ради Міністрів УРСР у 1967 році його ім'я присвоєне Київському науково-дослідному інституту загальної та комунальної гігієни перед будівлею якого у 2001 році вченому встановлено пам'ятник. Сьогодні це ДУ «Інститут громадського здоров'я імені О. М. Марзєєва НАМН України».

Погруддя О. М. Марзеєву перед Інститутом гігієни
Могила О. М. Марзєєва